# Europameisterschaften der Rhythmischen Sportgymnastik

Logo der ausrichtenden Union Européenne de Gymnastique (UEG)

Die Europameisterschaften in der Rhythmischen Sportgymnastik werden seit 1978 von der Union Européenne de Gymnastique (UEG) ausgerichtet. Seit 1992 finden sie im jährlichen Turnus statt; dabei finden Gruppen- und Einzelmeisterschaften jeweils abwechselnd im Zweijahresrhythmus statt.

## Austragungsorte
| - 1978: Madrid - 1980: Amsterdam - 1982: Stavanger - 1984: Wien - 1986: Florenz - 1988: Helsinki - 1990: Göteborg - 1992: Stuttgart - 1993: Bukarest (Gruppe) - 1994: Thessaloniki (Einzel) - 1995: Prag (Gruppe) - 1996: Asker (Einzel) - 1997: Patras - 1998: Porto (Einzel) - 1999: Budapest - 2000: Saragossa - 2001: Genf - 2002: Granada - 2003: Riesa - 2004: Kiew - 2005: Moskau - 2006: Moskau - 2007: Baku | - 2008: Turin - 2009: Baku - 2010: Bremen - 2011: Minsk - 2012: Nischni Nowgorod - 2013: Wien - 2014: Baku (9. bis 15. Juni) - 2015: Minsk (29. April bis 3. Mai) - 2016: Cholon (13. bis 19. Juni) - 2017: Budapest - 2018: Guadalajara - 2019: Baku - 2020: Kiew - 2021: Warna - 2022: Tel Aviv-Jaffa - 2023: Baku - 2024: Budapest - 2025: Tallinn |

## Liste der Medaillengewinner

### Gruppenmehrkampf
| Jahr      | Gold | Silber | Bronze |
| --------- | --- | --- | --- |
| 1978      | Bulgarien | Sowjetunion | Tschechoslowakei |
| 1980      | Bulgarien | Sowjetunion | Tschechoslowakei |
| 1982      | Sowjetunion | Bulgarien | Tschechoslowakei |
| 1984      | Bulgarien | Sowjetunion | Spanien |
| 1986      | Bulgarien | Sowjetunion | Spanien |
| 1988      | Bulgarien | Sowjetunion | Ungarn |
| 1990      | Bulgarien | Spanien | Italien Sowjetunion |
| 1992      | Russland Spanien | | Ungarn |
| 1993      | Russland | Bulgarien | Spanien |
| 1994      | nicht ausgetragen | nicht ausgetragen | nicht ausgetragen |
| 1995      | Russland | Bulgarien | Spanien |
| 1996      | nicht ausgetragen | nicht ausgetragen | nicht ausgetragen |
| 1997      | Russland | Griechenland | Ukraine |
| 1998      | nicht ausgetragen | nicht ausgetragen | nicht ausgetragen |
| 1999      | Griechenland | Russland | Belarus |
| 2000      | nicht ausgetragen | nicht ausgetragen | nicht ausgetragen |
| 2001      | Russland Marija Netjossowa Irina Belowa Wera Schimanskaja Natalja Lawrowa Olesja Belugina Jelena Schalamowa                       | Griechenland Eirini Aindili Charoklia Pantazi Charitini Ioannou Anastasia Kagiou Varvara Magnisali Garifalia Arvaniti                | Belarus Yana Yanushevskaya Natalia Lagoutskaia Natalia Aliaksandrava Natallia Prakopava Irina Starasvetskaya Volha Maslakova |
| 2002      | nicht ausgetragen | nicht ausgetragen | nicht ausgetragen |
| 2003      | Russland Natalja Lawrowa Olesja Belugina Olessja Manuilowa Jelena Mursina Jelena Possewina Tatjana Kurbakowa                      | Bulgarien Schaneta Iliewa Kristina Rangelova-Yankova Galina Tantschewa Wladislawa Tantschewa Juliana Naidenowa Eleonora Keschowa     | Italien Daniela Masseroni Francesca Cugurra Pamela Mastroianni Elisa Santoni Elisa Blanchi Francesca Pasinetti               |
| 2004–2005 | nicht ausgetragen | nicht ausgetragen | nicht ausgetragen |
| 2006      | Russland | Italien | Belarus |
| 2007      | nicht ausgetragen | nicht ausgetragen | nicht ausgetragen |
| 2008      | Russland | Belarus | Italien |
| 2009      | nicht ausgetragen | nicht ausgetragen | nicht ausgetragen |
| 2010      | Russland Uljana Donskowa Jekaterina Malygina Anastassija Nasarenko Natalja Pitschuschkina Tatjana Sergejewa Darja Schtscherbakowa | Italien Elisa Blanchi Giulia Galtarossa Romina Laurito Daniela Masseroni Elisa Santoni Angelica Savrayuk                             | Belarus Maryna Hantscharowa Anastassija Iwankowa Aljaksandra Ossipawa Ksenija Sankowitsch Alina Tumilowitsch                 |
| 2011      | nicht ausgetragen | nicht ausgetragen | nicht ausgetragen |
| 2012      | Russland Anastassija Blisnjuk Uljana Donskowa Xenija Dudkina Olga Iljina Alina Makarenko Karolina Sewastjanowa                    | Belarus Maryna Hantscharowa Anastassija Iwankowa Natallja Leschtschyk Aljaksandra Narkewitsch Ksenija Sankowitsch Alina Tumilowitsch | Italien Elisa Blanchi Romina Laurito Marta Pagnini Elisa Santoni Angelica Savrayuk Andreea Ștefănescu                        |
| 2013      | nicht ausgetragen | nicht ausgetragen | nicht ausgetragen |
| 2014      | Russland Darja Awtonomowa Diana Borissowa Anastassija Maximowa Alexandra Semjonowa Anastassija Tatarewa Marija Tolkatschowa       | Italien Sofia Lodi Marta Pagnini Camilla Patriarca Valeria Schiavi Andreea Ștefănescu                                                | Israel Yuval Filo Alona Koshevatskiy Ekaterina Levina Karina Lykhvar Ida Mayrin Lihi Shochatovitch                           |

### Gruppen-Gerätefinale, 5 gleiche Handgeräte
| Jahr      | Gerät             | Gold              | Silber            | Bronze       |
| --------- | ----------------- | ----------------- | ----------------- | ------------ |
| 1978–2000 | nicht ausgetragen | nicht ausgetragen | nicht ausgetragen |              |
| 2001      | Keulen            | Russland          | Ukraine           | Griechenland |
| 2002      | nicht ausgetragen | nicht ausgetragen | nicht ausgetragen |              |
| 2003      | Bänder            | Russland          | Bulgarien         | Belarus      |
| 2004      | nicht ausgetragen | nicht ausgetragen | nicht ausgetragen |              |
| 2005      | Bänder            | Belarus           | Russland          | Griechenland |
| 2006      | Bänder            | Russland          | Belarus           | Italien      |
| 2007      | Seile             | Russland          | Bulgarien         | Belarus      |
| 2008      | Seile             | Russland          | Belarus           | Italien      |
| 2009      | nicht ausgetragen | nicht ausgetragen | nicht ausgetragen |              |
| 2010      | Reifen            | Russland          | Belarus           | Italien      |
| 2011      | nicht ausgetragen | nicht ausgetragen | nicht ausgetragen |              |
| 2012      | Bälle             | Russland          | Belarus           | Bulgarien    |
| 2013      | nicht ausgetragen | nicht ausgetragen | nicht ausgetragen |              |
| 2014      | Keulen            | Bulgarien         | Russland          | Spanien      |

### Gruppen-Gerätefinale, gemischte Handgeräte
| Jahr      | Gerät              | Gold              | Silber            | Bronze    |
| --------- | ------------------ | ----------------- | ----------------- | --------- |
| 1978–2000 | nicht ausgetragen  | nicht ausgetragen | nicht ausgetragen |           |
| 2001      | 2 Bälle, 3 Seile   | Belarus           | Griechenland      | Bulgarien |
| 2002      | nicht ausgetragen  | nicht ausgetragen | nicht ausgetragen |           |
| 2003      | 2 Bälle, 3 Reifen  | Bulgarien         | Griechenland      | Italien   |
| 2004–2005 | nicht ausgetragen  | nicht ausgetragen | nicht ausgetragen |           |
| 2006      | 4 Keulen, 3 Reifen | Russland          | Italien           | Bulgarien |
| 2007      | nicht ausgetragen  | nicht ausgetragen | nicht ausgetragen |           |
| 2008      | 4 Keulen, 3 Reifen | Russland          | Belarus           | Italien   |
| 2009      | nicht ausgetragen  | nicht ausgetragen | nicht ausgetragen |           |
| 2010      | 2 Seile, 3 Bänder  | Russland          | Italien           | Belarus   |
| 2011      | nicht ausgetragen  | nicht ausgetragen | nicht ausgetragen |           |
| 2012      | 2 Reifen, 3 Bänder | Belarus           | Bulgarien         | Italien   |
| 2013      | nicht ausgetragen  | nicht ausgetragen | nicht ausgetragen |           |
| 2014      | 2 Bänder, 3 Bälle  | Russland          | Aserbaidschan     | Bulgarien |

### Einzelmehrkampf
| Jahr | Gold                                                     | Silber                 | Bronze                |
| ---- | -------------------------------------------------------- | ---------------------- | --------------------- |
| 1978 | Galina Shugurova                                         | Iryna Derjugina        | Susana Mendizabal     |
| 1980 | Iliana Raeva                                             | Lilia Ignatowa         | Inessa Lissovskja     |
| 1982 | Dalia Kutkaite Anelia Ralenkowa                          |                        | Iliana Raeva          |
| 1984 | Galina Beloglasowa Anelia Ralenkowa                      |                        | Diliana Gueorguieva   |
| 1986 | Lilia Ignatowa Bianka Panowa                             |                        | Galina Beloglasowa    |
| 1988 | Adriana Dunawska Elisabeth Koleva Oleksandra Tymoschenko |                        |                       |
| 1990 | Julia Baicheva Oleksandra Tymoschenko                    |                        | Oksana Skaldina       |
| 1992 | Marija Petrowa                                           | Oleksandra Tymoschenko | Oxana Kostina         |
| 1993 | nicht ausgetragen                                        | nicht ausgetragen      | nicht ausgetragen     |
| 1994 | Marija Petrowa                                           | Olena Witrytschenko    | Amina Saripowa        |
| 1995 | nicht ausgetragen                                        | nicht ausgetragen      | nicht ausgetragen     |
| 1996 | Kateryna Serebrjanska                                    | Jana Batyrschina       | Amina Saripowa        |
| 1997 | Olena Witrytschenko                                      | Tatiana Ogrizko        | Kateryna Serebrjanska |
| 1998 | Alina Kabajewa                                           | Evgenia Pavlina        | Jana Batyrschina      |
| 1999 | Alina Kabajewa                                           | Julija Raskina         | Eva Serrano           |
| 2000 | Alina Kabajewa                                           | Julija Raskina         | Julija Barsukowa      |
| 2001 | nicht ausgetragen                                        | nicht ausgetragen      | nicht ausgetragen     |
| 2002 | Alina Kabajewa                                           | Tamara Jerofejewa      | Hanna Bessonowa       |
| 2003 | nicht ausgetragen                                        | nicht ausgetragen      | nicht ausgetragen     |
| 2004 | Alina Kabajewa                                           | Hanna Bessonowa        | Irina Tschaschtschina |
| 2005 | Irina Tschaschtschina                                    | Olga Kapranowa         | Hanna Bessonowa       |
| 2006 | nicht ausgetragen                                        | nicht ausgetragen      | nicht ausgetragen     |
| 2007 | Wera Sessina                                             | Alina Kabajewa         | Hanna Bessonowa       |
| 2008 | Jewgenija Kanajewa                                       | Hanna Bessonowa        | Olga Kapranowa        |
| 2009 | nicht ausgetragen                                        | nicht ausgetragen      | nicht ausgetragen     |
| 2010 | Jewgenija Kanajewa                                       | Darja Kondakowa        | Aliyə Qarayeva        |
| 2011 | nicht ausgetragen                                        | nicht ausgetragen      | nicht ausgetragen     |
| 2012 | Jewgenija Kanajewa                                       | Alexandra Merkulowa    | Aliyə Qarayeva        |
| 2013 | nicht ausgetragen                                        | nicht ausgetragen      | nicht ausgetragen     |
| 2014 | Jana Kudrjawzewa                                         | Melizina Stanjuta      | Hanna Risatdinowa     |

### Einzelmehrkampf, Mannschaftswertung
| Jahr      | Gold                                                              | Silber                                                                           | Bronze |
| --------- | ----------------------------------------------------------------- | -------------------------------------------------------------------------------- | --- |
| 1978–1988 | nicht ausgetragen                                                 | nicht ausgetragen                                                                | nicht ausgetragen                                                                                                 |
| 1990      | Sowjetunion Oksana Skaldina Oleksandra Tymoschenko Oxana Kostina  | Bulgarien Julia Baicheva Dimitrinka Todorova Neli Atanassova                     | Spanien Carolina Pascual Monica Ferrandez Noelia Fernandez                                                        |
| 1992      | Bulgarien Marija Petrowa Dimitrinka Todorova Diana Popova         | Belarus Laryssa Lukjanenka Elena Shamatulskaya Tatiana Ogrizko                   | Spanien Carolina Pascual Carmen Acedo Casa de la Espinosa Russland Oxana Kostina Julija Rosljakowa Amina Saripowa |
| 1993      | nicht ausgetragen                                                 | nicht ausgetragen                                                                | nicht ausgetragen                                                                                                 |
| 1994      | Ukraine Olena Witrytschenko Kateryna Serebrjanska Elena Shumskaya | Belarus Laryssa Lukjanenka Olga Gontar Tatiana Ogrizko                           | Bulgarien Marija Petrowa Diana Popova Albena Angova Maria Gateva                                                  |
| 1995      | nicht ausgetragen                                                 | nicht ausgetragen                                                                | nicht ausgetragen                                                                                                 |
| 1996      | Ukraine Kateryna Serebrjanska Olena Witrytschenko                 | Belarus Laryssa Lukjanenka Tatiana Ogrizko                                       | Bulgarien Diana Popova Stella Salapatiyska                                                                        |
| 1997      | nicht ausgetragen                                                 | nicht ausgetragen                                                                | nicht ausgetragen                                                                                                 |
| 1998      | Belarus Evgenia Pavlina Julija Raskina Valeria Vatkina            | Ukraine Olena Witrytschenko Kateryna Serebrjanska Tamara Erofeeva Tatiana Popova | Russland Jana Batyrschina Alina Kabajewa Irina Tschaschtschina Amina Saripowa                                     |
| 1999      | nicht ausgetragen                                                 | nicht ausgetragen                                                                | nicht ausgetragen                                                                                                 |
| 2000      | Russland                                                          | Bulgarien                                                                        | Deutschland |
| 2001      | nicht ausgetragen                                                 | nicht ausgetragen                                                                | nicht ausgetragen                                                                                                 |
| 2002      | Russland                                                          | Ukraine                                                                          | Bulgarien |
| 2003      | nicht ausgetragen                                                 | nicht ausgetragen                                                                | nicht ausgetragen                                                                                                 |
| 2004      | Russland                                                          | Ukraine                                                                          | Belarus |
| 2005      | Ukraine                                                           | Belarus                                                                          | Bulgarien |
| 2006      | nicht ausgetragen                                                 | nicht ausgetragen                                                                | nicht ausgetragen                                                                                                 |
| 2007      | Russland                                                          | Ukraine                                                                          | Aserbaidschan |
| 2008      | nicht ausgetragen                                                 | nicht ausgetragen                                                                | nicht ausgetragen                                                                                                 |
| 2009      | Russland                                                          | Aserbaidschan                                                                    | Ukraine |
| 2010      | nicht ausgetragen                                                 | nicht ausgetragen                                                                | nicht ausgetragen                                                                                                 |
| 2011      | Russland Darja Dmitrijewa Jewgenija Kanajewa Darja Kondakowa      | Belarus Ljubou Tscharkaschyna Hanna Rabzawa                                      | Ukraine Alina Maksymenko Hanna Risatdinowa                                                                        |
| 2012      | nicht ausgetragen                                                 | nicht ausgetragen                                                                | nicht ausgetragen                                                                                                 |
| 2013      | Russland Jana Kudrjawzewa Margarita Mamun Darja Swatkowskaja      | Ukraine Alina Maksymenko Wiktorija Masur Hanna Risatdinowa                       | Belarus Aryna Scharapa Kazjaryna Halkina Melizina Stanjuta                                                        |
| 2014      | nicht ausgetragen                                                 | nicht ausgetragen                                                                | nicht ausgetragen                                                                                                 |

### Einzel-Gerätefinale Ball
| Jahr      | Gold                                                    | Silber                                           | Bronze                                 |
| --------- | ------------------------------------------------------- | ------------------------------------------------ | -------------------------------------- |
| 1978      | Iryna Derjugina                                         | Galima Schugurowa                                | Christine Gurova                       |
| 1980–1982 | nicht ausgetragen                                       | nicht ausgetragen                                | nicht ausgetragen                      |
| 1984      | Anelia Ralenkowa                                        | Galina Beloglasowa Lilia Ignatowa Dalia Kutkaite |                                        |
| 1986      | Galina Beloglasowa Adriana Dunawska Tatiana Drutchinina |                                                  |                                        |
| 1988      | nicht ausgetragen                                       | nicht ausgetragen                                | nicht ausgetragen                      |
| 1990      | Oksana Skaldina Oleksandra Tymoschenko                  |                                                  | Julia Baicheva Irina Deleanu           |
| 1992      | Oxana Kostina Oleksandra Tymoschenko                    |                                                  | Laryssa Lukjanenka Dimitrinka Todorova |
| 1993      | nicht ausgetragen                                       | nicht ausgetragen                                | nicht ausgetragen                      |
| 1994      | Kateryna Serebrjanska Amina Saripowa                    |                                                  | Laryssa Lukjanenka Marija Petrowa      |
| 1995      | nicht ausgetragen                                       | nicht ausgetragen                                | nicht ausgetragen                      |
| 1996      | Kateryna Serebrjanska                                   | Jana Batyrschina Olena Witrytschenko             |                                        |
| 1997–1998 | nicht ausgetragen                                       | nicht ausgetragen                                | nicht ausgetragen                      |
| 1999      | Olena Witrytschenko                                     | Julija Barsukowa                                 | Eva Serrano                            |
| 2000      | Alina Kabajewa Julija Raskina                           |                                                  | Julija Barsukowa                       |
| 2001      | Alina Kabajewa                                          | Irina Tschaschtschina                            | Elena Tkachenka                        |
| 2002      | Alina Kabajewa                                          | Tamara Jerofejewa                                | Simona Pejtschewa                      |
| 2003      | Sarina Gisikowa                                         | Hanna Bessonowa                                  | Ina Schukawa                           |
| 2004      | nicht ausgetragen                                       | nicht ausgetragen                                | nicht ausgetragen                      |
| 2005      | Olga Kapranowa                                          | Hanna Bessonowa                                  | Ina Schukawa                           |
| 2006–2008 | nicht ausgetragen                                       | nicht ausgetragen                                | nicht ausgetragen                      |
| 2009      | Jewgenija Kanajewa                                      | Wera Sessina                                     | Hanna Bessonowa                        |
| 2010      | nicht ausgetragen                                       | nicht ausgetragen                                | nicht ausgetragen                      |
| 2011      | Ljubou Tscharkaschyna                                   | Jewgenija Kanajewa                               | Darja Dmitrijewa                       |
| 2012      | nicht ausgetragen                                       | nicht ausgetragen                                | nicht ausgetragen                      |
| 2013      | Jana Kudrjawzewa                                        | Margarita Mamun                                  | Silviya Miteva                         |
| 2014      | nicht ausgetragen                                       | nicht ausgetragen                                | nicht ausgetragen                      |

### Einzel-Gerätefinale Band
| Jahr      | Gold                                           | Silber                                                              | Bronze                       |
| --------- | ---------------------------------------------- | ------------------------------------------------------------------- | ---------------------------- |
| 1978      | Galima Schugurowa                              | Daniela Bosanska Iryna Derjugina                                    |                              |
| 1980      | Lilia Ignatowa                                 | Iliana Raeva                                                        | Inessa Lissovskja            |
| 1982      | Lilia Ignatowa Dalia Kutkaite                  |                                                                     | Iliana Raeva                 |
| 1984      | Galina Beloglasowa Diliana Gueorguieva         |                                                                     | Anelia Ralenkowa             |
| 1986      | Galina Beloglasowa                             | Lilia Ignatowa Bianka Panowa                                        |                              |
| 1988      | Adriana Dunawska Maryna Lobatsch Bianka Panowa |                                                                     |                              |
| 1990      | Oksana Skaldina                                | Julia Baicheva                                                      | Dimitrinka Todorova          |
| 1992–1993 | nicht ausgetragen                              | nicht ausgetragen                                                   | nicht ausgetragen            |
| 1994      | Kateryna Serebrjanska Olena Witrytschenko      |                                                                     | Amina Saripowa               |
| 1995      | nicht ausgetragen                              | nicht ausgetragen                                                   | nicht ausgetragen            |
| 1996      | Kateryna Serebrjanska                          | Laryssa Lukjanenka                                                  | Tatiana Ogrizko Diana Popova |
| 1997      | Jana Batyrschina                               | Maria Pagalou Eva Serrano Kateryna Serebrjanska Olena Witrytschenko |                              |
| 1998      | Evgenia Pavlina                                | Jana Batyrschina                                                    | Kateryna Serebrjanska        |
| 1999      | Olena Witrytschenko                            | Alina Kabajewa                                                      | Julija Raskina               |
| 2000      | Alina Kabajewa                                 | Eva Serrano                                                         | Julija Raskina               |
| 2001–2002 | nicht ausgetragen                              | nicht ausgetragen                                                   | nicht ausgetragen            |
| 2003      | Hanna Bessonowa                                | Ina Schukawa                                                        | Tamara Jerofejewa            |
| 2004      | nicht ausgetragen                              | nicht ausgetragen                                                   | nicht ausgetragen            |
| 2005      | Natalia Godunko                                | Hanna Bessonowa                                                     | Ina Schukawa                 |
| 2006      | nicht ausgetragen                              | nicht ausgetragen                                                   | nicht ausgetragen            |
| 2007      | Jewgenija Kanajewa                             | Hanna Bessonowa                                                     | Wera Sessina                 |
| 2008      | nicht ausgetragen                              | nicht ausgetragen                                                   | nicht ausgetragen            |
| 2009      | Jewgenija Kanajewa                             | Wera Sessina                                                        | Hanna Bessonowa              |
| 2010      | nicht ausgetragen                              | nicht ausgetragen                                                   | nicht ausgetragen            |
| 2011      | Jewgenija Kanajewa                             | Darja Kondakowa                                                     | Silviya Miteva               |
| 2012      | nicht ausgetragen                              | nicht ausgetragen                                                   | nicht ausgetragen            |
| 2013      | Margarita Mamun                                | Hanna Risatdinowa                                                   | Silviya Miteva               |
| 2014      | nicht ausgetragen                              | nicht ausgetragen                                                   | nicht ausgetragen            |

### Einzel-Gerätefinale Keulen
| Jahr      | Gold                                                 | Silber                                                 | Bronze                                  |
| --------- | ---------------------------------------------------- | ------------------------------------------------------ | --------------------------------------- |
| 1978      | nicht ausgetragen                                    | nicht ausgetragen                                      | nicht ausgetragen                       |
| 1980      | Lilia Ignatowa Iliana Raeva                          |                                                        | Inessa Lissovskja                       |
| 1982      | Dalia Kutkaite                                       | Anelia Ralenkowa                                       | Irina Devina Iliana Raeva               |
| 1984      | Diliana Gueorguieva Anelia Ralenkowa                 |                                                        | Galina Beloglasowa Dalia Kutkaite       |
| 1986      | Lilia Ignatowa Bianka Panowa                         | Galina Beloglasowa                                     |                                         |
| 1988      | Adriana Dunawska Oleksandra Tymoschenko              |                                                        | Elisabeth Koleva Maryna Lobatsch        |
| 1990      | nicht ausgetragen                                    | nicht ausgetragen                                      | nicht ausgetragen                       |
| 1992      | Oxana Kostina Oksana Skaldina Oleksandra Tymoschenko |                                                        |                                         |
| 1993      | nicht ausgetragen                                    | nicht ausgetragen                                      | nicht ausgetragen                       |
| 1994      | Laryssa Lukjanenka Amina Saripowa                    |                                                        | Kateryna Serebrjanska                   |
| 1995      | nicht ausgetragen                                    | nicht ausgetragen                                      | nicht ausgetragen                       |
| 1996      | Amina Saripowa                                       | Kateryna Serebrjanska                                  | Natalja Lipkowskaja Olena Witrytschenko |
| 1997      | Natalja Lipkowskaja                                  | Jana Batyrschina Tatiana Ogrizko Kateryna Serebrjanska |                                         |
| 1998      | Olena Witrytschenko                                  | Eva Serrano                                            | Julija Raskina                          |
| 1999–2000 | nicht ausgetragen                                    | nicht ausgetragen                                      | nicht ausgetragen                       |
| 2001      | Alina Kabajewa                                       | Irina Tschaschtschina                                  | Tamara Jerofejewa                       |
| 2002      | Alina Kabajewa                                       | Tamara Jerofejewa                                      | Hanna Bessonowa                         |
| 2003      | Hanna Bessonowa                                      | Tamara Jerofejewa                                      | Simona Pejtschewa                       |
| 2004      | nicht ausgetragen                                    | nicht ausgetragen                                      | nicht ausgetragen                       |
| 2005      | Irina Tschaschtschina                                | Olga Kapranowa                                         | Hanna Bessonowa                         |
| 2006      | nicht ausgetragen                                    | nicht ausgetragen                                      | nicht ausgetragen                       |
| 2007      | Wera Sessina                                         | Olga Kapranowa                                         | Hanna Bessonowa                         |
| 2008–2010 | nicht ausgetragen                                    | nicht ausgetragen                                      | nicht ausgetragen                       |
| 2011      | Ljubou Tscharkaschyna                                | Neta Rivkin                                            | Alina Maksymenko                        |
| 2012      | nicht ausgetragen                                    | nicht ausgetragen                                      | nicht ausgetragen                       |
| 2013      | Jana Kudrjawzewa                                     | Margarita Mamun                                        | Melizina Stanjuta                       |
| 2014      | nicht ausgetragen                                    | nicht ausgetragen                                      | nicht ausgetragen                       |

### Einzel-Gerätefinale Reifen
| Jahr      | Gold                                                                    | Silber                                | Bronze                    |
| --------- | ----------------------------------------------------------------------- | ------------------------------------- | ------------------------- |
| 1978      | nicht ausgetragen                                                       | nicht ausgetragen                     | nicht ausgetragen         |
| 1980      | Iliana Raeva                                                            | Lilia Ignatowa                        | Carmen Rischer            |
| 1982      | Anelia Ralenkowa                                                        | Dalia Kutkaite                        | Irina Devina Iliana Raeva |
| 1984      | Lilia Ignatowa Anelia Ralenkowa                                         |                                       | Galina Beloglasowa        |
| 1986      | nicht ausgetragen                                                       | nicht ausgetragen                     | nicht ausgetragen         |
| 1988      | Adriana Dunawska Bianka Panowa Oleksandra Tymoschenko                   |                                       |                           |
| 1990      | Oksana Skaldina                                                         | Julia Baicheva Oleksandra Tymoschenko |                           |
| 1992      | Oxana Kostina Laryssa Lukjanenka Oksana Skaldina Oleksandra Tymoschenko |                                       |                           |
| 1993      | nicht ausgetragen                                                       | nicht ausgetragen                     | nicht ausgetragen         |
| 1994      | Olena Witrytschenko                                                     | Marija Petrowa                        | Amina Saripowa            |
| 1995–1996 | nicht ausgetragen                                                       | nicht ausgetragen                     | nicht ausgetragen         |
| 1997      | Olena Witrytschenko                                                     | Tatiana Ogrizko Maria Pagalou         |                           |
| 1998      | Kateryna Serebrjanska                                                   | Jana Batyrschina                      | Eva Serrano               |
| 1999      | Alina Kabajewa                                                          | Julija Raskina                        | Julija Barsukowa          |
| 2000      | Alina Kabajewa Eva Serrano                                              |                                       | Julija Barsukowa          |
| 2001      | Alina Kabajewa                                                          | Irina Tschaschtschina                 | Tamara Jerofejewa         |
| 2002      | Tamara Jerofejewa                                                       | Alina Kabajewa                        | Sarina Gisikowa           |
| 2003      | Hanna Bessonowa                                                         | Sarina Gisikowa                       | Tamara Jerofejewa         |
| 2004–2006 | nicht ausgetragen                                                       | nicht ausgetragen                     | nicht ausgetragen         |
| 2007      | Olga Kapranowa                                                          | Hanna Bessonowa                       | Wera Sessina              |
| 2008      | nicht ausgetragen                                                       | nicht ausgetragen                     | nicht ausgetragen         |
| 2009      | Jewgenija Kanajewa                                                      | Wera Sessina                          | Hanna Bessonowa           |
| 2010      | nicht ausgetragen                                                       | nicht ausgetragen                     | nicht ausgetragen         |
| 2011      | Jewgenija Kanajewa                                                      | Darja Kondakowa                       | Ljubou Tscharkaschyna     |
| 2012      | nicht ausgetragen                                                       | nicht ausgetragen                     | nicht ausgetragen         |
| 2013      | Darja Swatkowskaja                                                      | Margarita Mamun                       | Melizina Stanjuta         |
| 2014      | nicht ausgetragen                                                       | nicht ausgetragen                     | nicht ausgetragen         |

### Einzel-Gerätefinale Seil
| Jahr      | Gold                                                    | Silber                       | Bronze                                              |
| --------- | ------------------------------------------------------- | ---------------------------- | --------------------------------------------------- |
| 1978      | Galina Shugurova                                        | Iryna Derjugina              | Christine Gurova                                    |
| 1980      | Iliana Raeva                                            | Elena Tomas                  | Daniela Bosanska                                    |
| 1982      | Anelia Ralenkowa                                        | Irina Devina Iliana Raeva    |                                                     |
| 1984      | nicht ausgetragen                                       | nicht ausgetragen            | nicht ausgetragen                                   |
| 1986      | Lilia Ignatowa Bianka Panowa                            | Maryna Lobatsch              |                                                     |
| 1988      | Elisabeth Koleva Maryna Lobatsch Oleksandra Tymoschenko |                              |                                                     |
| 1990      | Oksana Skaldina                                         | Oleksandra Tymoschenko       | Julia Baicheva Dimitrinka Todorova                  |
| 1992      | Oksana Skaldina                                         | Oleksandra Tymoschenko       | Marija Petrowa                                      |
| 1993      | nicht ausgetragen                                       | nicht ausgetragen            | nicht ausgetragen                                   |
| 1994      | Olena Witrytschenko                                     | Julija Rosljakowa            | Diana Popova                                        |
| 1995      | nicht ausgetragen                                       | nicht ausgetragen            | nicht ausgetragen                                   |
| 1996      | Kateryna Serebrjanska                                   | Tatiana Ogrizko              | Laryssa Lukjanenka Diana Popova Olena Witrytschenko |
| 1997      | Kateryna Serebrjanska                                   | Jana Batyrschina Eva Serrano |                                                     |
| 1998      | Jana Batyrschina                                        | Kateryna Serebrjanska        | Olena Witrytschenko                                 |
| 1999      | Julija Barsukowa                                        | Olena Witrytschenko          | Alina Kabajewa                                      |
| 2000      | Julija Barsukowa                                        | Tamara Jerofejewa            | Alina Kabajewa                                      |
| 2001      | Irina Tschaschtschina                                   | Alina Kabajewa               | Elena Tkachenka                                     |
| 2002      | Alina Kabajewa                                          | Hanna Bessonowa              | Simona Pejtschewa                                   |
| 2003–2004 | nicht ausgetragen                                       | nicht ausgetragen            | nicht ausgetragen                                   |
| 2005      | Irina Tschaschtschina                                   | Olga Kapranowa               | Hanna Bessonowa                                     |
| 2006      | nicht ausgetragen                                       | nicht ausgetragen            | nicht ausgetragen                                   |
| 2007      | Aliyə Qarayeva                                          | Wera Sessina                 | Olga Kapranowa                                      |
| 2008      | nicht ausgetragen                                       | nicht ausgetragen            | nicht ausgetragen                                   |
| 2009      | Jewgenija Kanajewa                                      | Wera Sessina                 | Hanna Bessonowa                                     |
| 2010–2014 | nicht ausgetragen                                       | nicht ausgetragen            | nicht ausgetragen                                   |